# لويز أبوت
لويز أبوت هي مصورة أخبار وصحفية كندية، ولدت في 1950.